# Lijst van burgemeesters van Standdaarbuiten
Dit is een lijst van burgemeesters van de voormalige Nederlandse gemeente Standdaarbuiten tot die gemeente op 1 januari 1997 opging in de gemeente Moerdijk (tot 1 april 1998 genaamd 'gemeente Zevenbergen').
| Ambtsperiode | Naam burgemeester                                    | Partij of stroming | Bijzonderheden                                                                  |
| ------------ | ---------------------------------------------------- | ------------------ | ------------------------------------------------------------------------------- |
| 1810 - 1820  | F.J. Schadden                                        |                    | maire/schout                                                                    |
| 1821 - 1833  | Adrianus Santbergen                                  |                    | eerst schout                                                                    |
| 1833 - 1841  | M. van Kastel                                        |                    |                                                                                 |
| 1842 - 1850  | J. van Steen                                         |                    |                                                                                 |
| 1851 - 1859  | L.A. Corstiaensen                                    |                    |                                                                                 |
| 1859 - 1879  | J. van Dorst                                         |                    |                                                                                 |
| 1879 - 1900  | Joseph Johannes Bernardinus de Klijn                 |                    | tevens burgemeester van Oudenbosch                                              |
| 1900 - 1916  | A.J. van Hoof                                        |                    |                                                                                 |
| 1916 - 1922  | Frans (F.J.) Crusio                                  |                    | later burgemeester van Rucphen                                                  |
| 1923 - 1931  | P.J. van Rooy                                        |                    |                                                                                 |
| 1932 - 1937  | Jhr. Arnoldus Johannes Franciscus Xaverius Verheijen |                    |                                                                                 |
| 1937 - 1944  | P.J. Jansen                                          |                    | tevens burgemeester van Hoeven (van 1928 tot 1944)                              |
| 1944 - 1947  | Jan (J.L.P.M.) Teijssen                              | RPSP, KVP          | waarnemend; tevens burgemeester van Oudenbosch, later burgemeester van Waalwijk |
| 1947 - 1962  | J.J.A. van de Riet                                   |                    |                                                                                 |
| 1963 - 1980  | Pieter (P.M.) Hamel                                  | KVP                |                                                                                 |
| 1981 - 1990  | Piet (P.G.) Wijgergangs                              | CDA                | later burgemeester van Oost-, West- en Middelbeers                              |
| 1990 - 1997  | Joop (J.C.) Ubaghs-Huisman                           | CDA                |                                                                                 |